# Пауль Пугалло фон Брльоґ

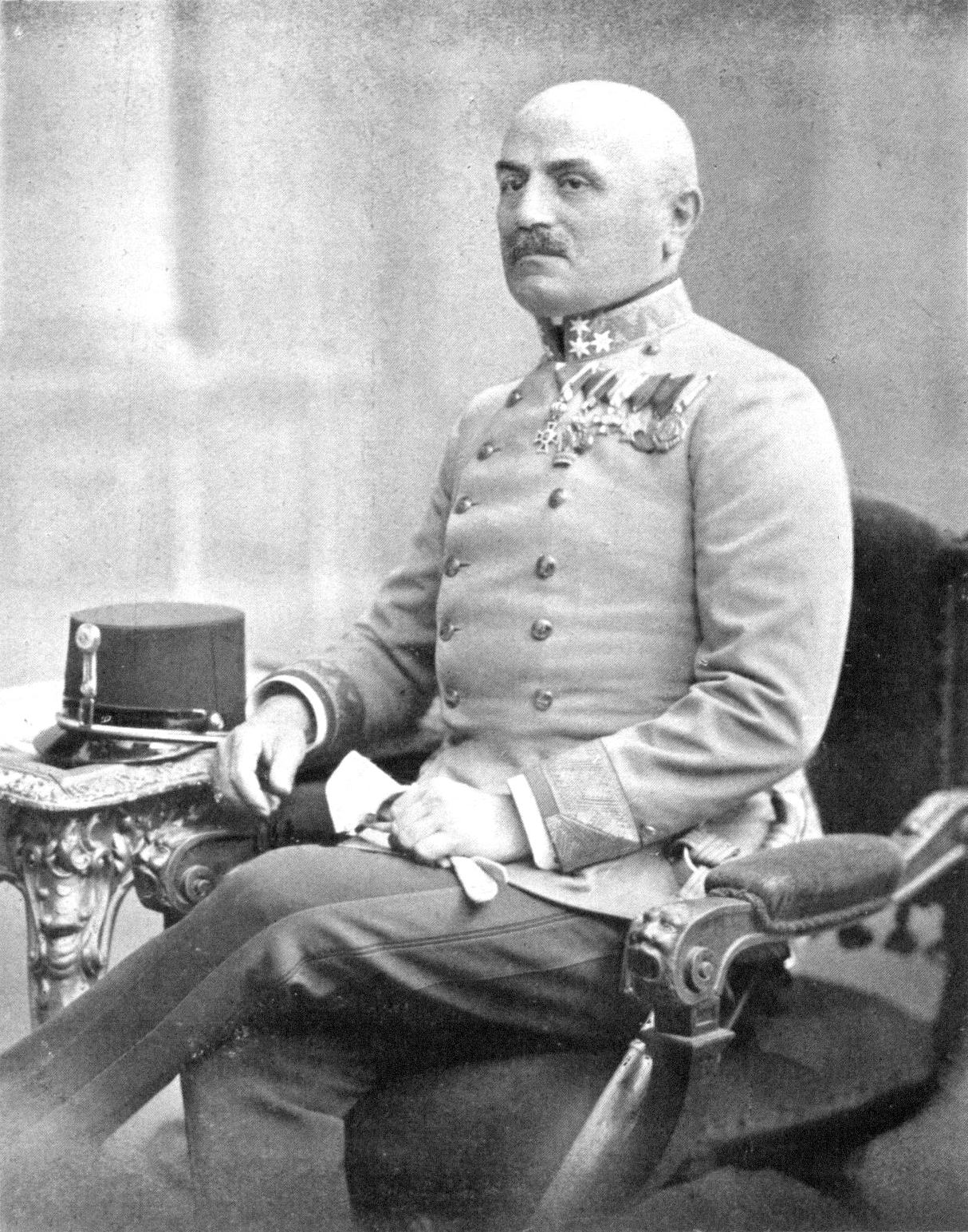
Фельдцойґмайстер Пауль Пугалло фон Брльоґ 1914, фотограф: Карл Пітцнер

Пауль Пугалло, з 1908 року Пугалло фон Брльоґ, з 1917 року барон Пугалло фон Брльоґ (21 лютого 1856, Брльоґ, Хорватія — 12 жовтня 1926, Відень) — цісарсько-королівський Таємний радник, командувач цісарсько-королівської Військової школи, офіцер хорватського походження у званні генерал-полковника в Австро-Угорській армії з угорським дворянством.

## Біографія

### Освіта та кар'єра до війни
Родина походила з околиць старого військового кордону, і таким чином Пугалло, певним чином, був призначений для служби в армії з самого народження.
Син цісарсько-королівського офіцера Міхаеля Пугалла (1818—1913) вступив до Військово-технічного училища в Меріш-Вайскірхені в 1870 році після навчання у військових навчальних закладах у Угорсько-Вайскірхені, Кам'яниці та Ґюнсі, де служив до 1873 року. Після успішного закінчення Військово-технічної академії у Відні, 1 вересня 1877 року його підвищили до лейтенанта 11-го полку польової артилерії. Між 1880 і 1882 роками він відвідував вищі артилерійські курси у Відні, які закінчив з відзнакою. 1 листопада 1882 року його підвищили до оберлейтенанта та призначили до Корпусу Генерального штабу. Підвищення до капітана 1-го класу відбулося 1 листопада 1886 року, коли він служив інструктором з тактики у Військово-технічній академії. 18 вересня 1892 року Пугалло був призначений начальником Генерального штабу 3-го полку. Піхотної дивізії в Лінці, де 1 травня 1893 року був підвищений до майора. 1 листопада 1895 року він став підполковником Генерального штабу. У квітні 1896 року його перевели до 55-го піхотного полку в Тернополі. Протягом цих років він отримував відмінні оцінки, особливо часто підкреслювався його великий талант як інструктора. Врешті 11 вересня 1898 року його перевели до Військової школи, а 1 листопада того ж року підвищили до полковника. Тим часом, у 1897 році, він одружився з Анною Гьорцінґер, і в них народилася дочка.
У 1902 році Пугалла перевели до Оперативного управління Генерального штабу, начальником якого він став 23 квітня 1903 року. У 1905 році він став командиром 50-го полку піхотної бригади у Відні та підвищений до генерал-майора 1 травня. 20 жовтня 1906 року його призначили комендантом Цісарсько-королівської військової школи. Під його керівництвом цей важливий заклад модернізовано в багатьох сферах для досягнення вищої якості освіти. 1 травня 1909 року його призначили лейтенант-фельдмаршалом. У вересні 1910 року він прийняв командування 46-ю піхотною дивізією ляндверу в Кракові, у жовтні 1912 року, перебрав на себе командування V корпусом у Братиславі як наступник генерала піхоти Артура Генріха Шпрехера фон Бернеґґа. Його останнє підвищення перед Першою світовою війною відбулося 1 листопада 1913 року, коли його підвищено до фельдцойґмайстера.

### Перша світова війна
На початку війни 5-й корпус Пугалла входив до складу 1-ї армії, яку відправили маршем до Північної Галичини під командуванням генерала кавалерії Данкля. Солдати Пугалла брали участь у переможній битві під Красником від 23 серпня 1914 року, але до середини вересня мусили відступити з південної околиці Любліна за річку Сян внаслідок контратаки росіян. У ході подальшої наступальної операції на північ від Вісли його війська перекинули до підросійської Польщі, а після Івангородської битви він мусив знову відступити наприкінці жовтня 1914 року. Після важких боїв на Ніді його війська перекинули в часі Різдва в Карпати. У складі 3-ї Армії, його 5-й корпус брав участь у спочатку невдалих боях за визволення фортеці Перемишль. У травні 1915 року його війська досягли Самбора, після чого 22 травня Пугалло перейняв командування 3-ю армією. Разом з німецькою 11-ю армією на початку червня йому вдалося повернути контроль над фортецю Перемишль, захопленою росіянами. Після реструктуризації 10 червня 1915 року Пугалло Віктор Данкл змінив Віктора фон Данкля на посаді головнокомандувача 1-ї армії, тоді як 3-тю армію розформували. 1-ша армія під командою Пугалла захопила плацдарми коло Сандомира та Тарло-Йозефова. Після перекидання своєї армії до Бугу, Пугалло був підпорядкований під командування німецького генерал-полковника фон Маккензена. Однак після визволення Львова та взяття Дубна фронт завмер. 1 травня 1916 року його підвищили до генерал-полковника. Після початку Брусиловського наступу його війська також мусили відступити разом з іншими частинами. Подальша реорганізація армії призвела до розпуску 1-ї армії, після чого Пугалло втратив командування до дальших розпоряджень з 25 липня 1916 року. Оскільки вище командування було незадоволене його досягненнями, його більше не хотіли призначати командувачем армії. А втім, 7 квітня 1917 року генерал-полковника Пугалла нагородили Великим хрестом ордена Леопольда з військовою декорацією і мечами, а 27 квітня того ж року його підвищили до угорського баронського звання. Він вийшов у відставку 1 грудня 1918 року.
Після виходу на пенсію він став громадянином нової держави СХС. Однак як вірний генерал Габсбурзької імперії він отримував лише невелику пенсію від держави та мусив жити в досить скромних умовах. З цієї причини він повернувся до Відня, де жив на пожертви колишніх товаришів до своєї смерті 12 жовтня 1926 року після важкої операції. Його тіло перевезли до Лінца, де колишні колеги-офіцери забезпечили гідне поховання.

## В українській історіографії
У додатках до книги І. Карпинця «Воєнні операції на західноукраїнських землях в першому році війни» згадується фельдцойґмайстер Пауль Пугалло фон Брльоґ, як командир 5-го корпусу 1-ї армії, що стаціонував у Братиславі на початку Першої світової війни.

## Нагороди
- Хрест «За військові заслуги» (Австро-Угорщина) (16 квітня 1896)
- Ювілейна пам'ятна медаль 1898
- Орден Залізної Корони
  - 3-го класу (12 жовтня 1902)
  - 2-го класу (2 серпня 1910)
  - 1-го класу з військовою відзнакою (5 жовтня 1914)
- Орден Леопольда (Австрія)
  - лицарський хрест (27 квітня 1905)
  - великий хрест з мечами та військовою відзнакою (7 квітня 1917)
- Орден Альберта (Саксонія), командорський хрест 1-го класу (1906)
- Орден військових заслуг (Іспанія), великий хрест (1906)
- Орден Фрідріха (Вюртемберг), командорський хрест 1-го класу (1907)
- Ювілейний хрест
- Хрест «За вислугу років» (Австрія)
- Почесний знак Австрійського Червоного Хреста 1-го класу з військовою відзнакою (червень 1915)
- Залізний хрест
  - 2-го класу (червень 1915)
  - 1-го класу (1917)

## Вебпосилання
- Англійський веб-сайт про Австро-Угорська армія
- Австро-Угорська армія від 1914 до 1918 року
- Записки про австрійських командирів

## Окремі посилання
1. 1 2 3  Deutsche Nationalbibliothek Record #13006632X // Gemeinsame Normdatei — 2012—2016.
2. ↑  Карпинець І. Галичина: Військова історія 1914—1921 років. — Львів, 2005. — С. 52—60
3. ↑  Ігор Мельник. Серпень 1914-го: битва за Галичину.//Збруч, 21 серпня 2014